# Système de transport rapide Johor Bahru–Singapour
 (mai 2020).
Si vous disposez d'ouvrages ou d'articles de référence ou si vous connaissez des sites web de qualité traitant du thème abordé ici, merci de compléter l'article en donnant les références utiles à sa vérifiabilité et en les liant à la section « Notes et références ».
Le système de transport rapide Johor Bahru–Singapour (en anglais Johor Bahru–Singapore Rapid Transit System), plus couramment désigné par l'acronyme RTS link, est un projet de ligne de métro transfrontalière devant relier la cité-état de Singapour à la ville de Johor Bahru, en Malaisie, en traversant le détroit de Johor.

## Projet
Conçue comme une extension du métro de Singapour (MRT), la ligne ne possédera que deux stations : Woodlands North à Singapour, et Bukit Chagar en Malaisie. Chaque terminus comprendra un système de douane et de contrôle géré conjointement par les deux pays.
Une fois construite, la ligne constituera la première ligne de métro à grande capacité entre deux pays au monde. Elle remplacera les actuelles navettes ferroviaires effectuant la liaison transfrontalière via la chaussée Johor-Singapour.